# Lunathyrium emeiense
Lunathyrium emeiense là một loài thực vật có mạch trong họ Woodsiaceae. Loài này được Z.R. Wang miêu tả khoa học đầu tiên năm 1999.